# Bechloul
Bechloul (em árabe: بشلول) é uma cidade e comuna localizada na província de Bouira, Argélia. Segundo o censo de 2008, a população total da cidade era de 11 775 habitantes.